# 中庄里 (高雄市)
中庄里，位於高雄市大寮區北部的一個里，北與後庄里、東和江山里、南和前庄里、翁園里為鄰，東至光明路三段、西至鳳捷路，南至翁園圳，北至鳳屏一、二路。人口為高雄市第19多、大寮區最多的一個里，2024年2月有12,757人，面積2.489平方公里。

## 地名由來
此地從前大部分為方家家族聚集地，而有方厝之名。村內中最早開發的中心點處，古稱中站仔。昔日在方厝南邊有從事打鐵業的人家聚居而設下店面，所以有打鐵店之名。中站仔的東邊稱頂頭，西邊稱下頭，後統稱中庄。

## 歷史
從清治到日治初期，今中庄里地區隸屬小竹下里大藔庄，庄內有頂大藔、下大藔、後壁藔、芎蕉腳、考潭藔、洪厝埕等聚落。
1920年（大正9年），全臺行政區劃大改制，原小竹上里所轄之舊制街庄磚仔磘庄、翁公園庄、山仔頂庄，及小竹下里所轄之拷潭庄、赤崁庄、大藔庄合併成立新制街庄大寮庄，隸屬高雄州鳳山郡。原舊制大藔庄改制並雅化「藔」字而成為「大寮」大字。
1946年（民國35年），大寮庄改制為大寮鄉，隸屬於高雄縣。2010年12月25日隨五都改制，中庄村改為高雄市大寮區中庄里。

## 主要街道
鳳屏一、二路（台1線）為本里和後庄里的界線，是本里精華繁榮之路段，連結高雄市鳳山區和屏東縣屏東市之路段，西有光明路三段和松寮路橋，為通往鳥松的中要路段。住宅區南北向（由東往西排）的街道有：萬隆街、工商路、自立路、信義路、自強街、八德路、民安街、文德街、金華街、仁愛路、保德街、華德街、崇文街、崇民街、華德街、崇仁街、德昌街、忠孝路、勝利街、博愛街、瑞祥街、建國街、武昌街、國華街、新民街、文華街、光明路三段。東西向（由北往南排）的街道有：鳳屏一、二路、民和街、四維路、民富街、民安街、文昌路、同德街、永仁街、永安街、永吉街、中庄路、立德路、永興街、承德街、保德街、打鐵店街。

## 教育
- 高雄市大寮區中庄國民小學
- 高雄市大寮區中庄國民中學
- 和春技術學院大寮校區
- 高雄市立圖書館中庄分館

## 政府單位
- 高雄市政府警察局林園分局中庄派出所
- 高雄市政府消防局第三大隊第二中隊中庄分隊

## 金融機構
- 大寮區農會信用部中庄分部
- 大寮中庄郵局
- 玉山銀行後庄分行

## 外部連結
大寮區公所